# 盛田金しゃちビール
盛田金しゃちビール株式会社（もりたきんしゃちビール）は、愛知県犬山市に本社を置くビール製造業者。
盛田エンタプライズおよびイズミックを核とするMICSグループの1社。

## 歴史
名古屋市の醸造会社である盛田の第11代盛田久左衛門命棋翁が三ツ星麦酒を1884年から1885年に製造、販売する。1889年には盛田善平が丸三麦酒醸造所を創業する。
1996年にビール製造の規制緩和が行われると盛田グループはランドビール株式会社を設立しビール製造を始める。赤味噌を使用した「金しゃち名古屋赤味噌ラガー」が話題となり、「金しゃちビール青ラベル」はJBAジャパンビアグランプリや、インターナショナル・ビアコンペティションで金賞を獲得している。
2006年4月1日に盛田金しゃちビール株式会社(初代)に商号を変更する。
2008年9月1日に同じくイズミックグループであるワダカンの「金しゃちビール事業部」として経営統合される。
2016年4月にワダカンから会社分割され、盛田金しゃちビール株式会社(二代目)として再度設立されている。

## 主な製品
- ミツボシビール ウインナスタイルラガー - スタイルはウインナーラガー
- 金しゃち名古屋赤味噌ラガー - スタイルはダークラガー。赤味噌を使用しているため日本の酒税法上は発泡酒
- 金しゃちビール青ラベル - スタイルはピルスナー